# Nicolás Gómez Dávila
Nicolás Gómez Dávila (Bogotá, 18. svibnja 1913. – Bogotá, 17. svibnja 1994.), kolumbijski filozof, književnik i intelektualac koji se smatra jednim od najvažnijih konzervativnih političkih teoretičara 20. stoljeća.
Dávilini radovi postaju slavni tek posljednjih godina njegova života, posebno zahvaljujući njemačkim prijevodima njegovih djela. Jedan je od najradikalnijih kritičara modernizma, a radovi mu se sastoje gotovo isključivo od aforizama.

## Životopis
Nicolás Gómez Dávila rođen je 18. svibnja 1913. godine u Bogoti u Kolumbiji. Otac mu je bio bogati trgovac i industrijalac. Godine 1919., kada je imao 6 godina, seli se s obitelji u Europu. Mladi Nicolás se tada školovao u Parizu kod benediktinaca.
Zbog teške upale pluća, proveo je oko dvije godine kod kuće, gdje su ga podučavali privatni učitelji. Tada je razvio cjeloživotno zanimanje za klasičnu literaturu. Godine 1936. se vratio iz Pariza u Kolumbiji. Od tada više nije boravio Europu, osim šestomjesečnog boravka sa ženom, 1948. godine. Godinu kasnije (1937.) se ženi s Emiliom Nieto Ramos (1909. – 1995.), s kojom je imao dva sina i kćer. U Bogoti je napravio ogromnu privatnu knjižnicu prikupivši više od 30.000 djela u njoj. Godine 1948. je pomogao osnivanju Andskog sveučilišta u Bogoti.
Godine 1954. Nicolásov brat objavljuje prvi svezak njegovih djela; kompilacija bilješka i aforizama pod nazivom Notas I. Drugi svezak nikada nije bio objavljen. Knjiga je ostala gotovo nepoznata, jer je tiskano svega 100 primjeraka, a bili su predviđeni kao darovi za njihove prijatelje. Godine 1959. objavio je malu knjigu eseja pod naslovom Textos I. Također, drugi svezak opet nije bio objavljen. Ovi eseji su razvili osnovne misli njegove filozofske antropologije koja obiluje metaforama.
Nakon sloma vojne diktature 1958. godine Dávili je ponuđeno mjesto glavnog savjetnika predsjednika države. Ponudu je odbio, kao i onu 1974. godine kada mu je bilo ponuđeno mjesto veleposlanika u Londonu. Iako je podržao kasnijeg predsjednika Alberta Lleru u rušenju diktature, suzdržao se od bilo kakve političke aktivnosti.
Njegova skeptična antropologija blisko se temelji s naučavanjima Tukidida i Jacoba Burckhardta. Bio je duboko kritičan prema Drugom vatikanskom saboru kojeg je vidio kao duboku problematičnu adaptaciju prema svijetu. Posebno je osudio izuzimanje latinske liturgije, odnosno uvođenja bogoslužja na narodnom jeziku umjesto na latinskom, u Rimokatoličkoj Crkvi. Slično Juanu Donosu Cortésu, Gómez Dávila vjeruje kako su sve političke pogreške u konačnici rezultirale od teoloških pogrešaka. Zato se njegova misao može opisati kao oblik političke teologije. Nicolás Gómez Dávila je sebe vidio kao kritičara marksizma, demokracije, socijalizma, ideološkog fašizma te slijepe vjere u napredak. 
Gómez Dávila raspravlja o velikom broju tema; filozofskim i teološkim pitanjima, problemima književnosti, umjetnosti i estetike, filozofije povijesti i dr. Rijetko je istupao u javnosti s ciljem popularizacije svojih spisa. Samo putem njemačkih prijevoda (a kasnije i talijanskih, francuskih i poljskih), Dáviline ideje postaju dostupne većem broju ljudi. Umro je u Bogoti 17. svibnja 1994. godine, dan prije 81. rođendana.

## Djela
- Notas I (1954., novo izdanje 2003.)
- Textos I (1959., novo izdanje 2002.)
- Escolios a un texto implícito (2 sv., 1977.)
- Nuevos escolios a un texto implícito (2 sv., 1986.)
- Sucesivos escolios a un texto implícito (1992., novo izdanje 2002.)
- Escolios a un texto implícito. Selección (2001., antologija)
- Escolios a un texto implícito. Obra completa (2005.)